# Copa Libertadores 1962
Copa Libertadores 1962 var den tredje upplagan av Copa Libertadores, och hette egentligen Copa de Campeones de América. Tio lag deltog från nio länder - Argentina, Bolivia, Brasilien, Chile, Colombia, Ecuador, Paraguay, Peru och Uruguay. Uruguay hade två lag, ett lag som kvalificerade sig på vanligt vis samt de regerande mästarna Peñarol som var automatiskt kvalificerade till turnering. Det spelades ett gruppspel med tre grupper om tre lag där alla förutom de regerande mästerna deltog. Varje vinnare samt de regerande mästarna spelade semifinaler. Till slut vann Santos mot Peñarol i finalen.

## Gruppspel

### Grupp 1
| Lag                 | S | V | O | F | GM | IM | MS  | P |
| ------------------- | - | - | - | - | -- | -- | --- | - |
| Santos              | 4 | 3 | 1 | 0 | 20 | 6  | +14 | 7 |
| Cerro Porteño       | 4 | 2 | 1 | 1 | 7  | 13 | −6  | 5 |
| Deportivo Municipal | 4 | 0 | 0 | 4 | 7  | 15 | −8  | 0 |

|  | 11 februari | Deportivo Municipal    | 2 – 1 | Cerro Porteño |        |        |
|  |             | Aguilera ?′ Camacho ?′ |       | Jara ?′       | La Paz | La Paz |
|  |             |                        |       |               | La Paz | La Paz |
|  |             |                        |       |               | La Paz | La Paz |

|  | 15 februari | Cerro Porteño                  | 3 – 2 | Deportivo Municipal   |          |          |
|  |             | Insfrán ?′ Pavón ?′ Jiménez ?′ |       | Torres ?′ Aguilera ?′ | Asunción | Asunción |
|  |             |                                |       |                       | Asunción | Asunción |
|  |             |                                |       |                       | Asunción | Asunción |

|  | 18 februari | Deportivo Municipal           | 3 – 4 | Santos                                |        |        |
|  |             | Aguilera ?′ Torres ?′ Díaz ?′ |       | Lima ?′ Mengálvio ?′ Pagão ?′ Tite ?′ | La Paz | La Paz |
|  |             |                               |       |                                       | La Paz | La Paz |
|  |             |                               |       |                                       | La Paz | La Paz |

|  | 21 februari | Santos                                         | 6 – 1 | Deportivo Municipal |        |        |
|  |             | Dorval ?′, ?′ Pagão ?′, ?′ Coutinho ?′ Pepe ?′ |       | Torres ?′           | Santos | Santos |
|  |             |                                                |       |                     | Santos | Santos |
|  |             |                                                |       |                     | Santos | Santos |

|  | 25 februari | Cerro Porteño | 1 – 1 | Santos    |          |          |
|  |             | Cabrera ?′    |       | Dorval ?′ | Asunción | Asunción |
|  |             |               |       |           | Asunción | Asunción |
|  |             |               |       |           | Asunción | Asunción |

|  | 28 februari | Santos                                                        | 9 – 1 | Cerro Porteño |        |        |
|  |             | Coutinho ?′, ?′, ?′ Pelé ?′, ?′ Pepe ?′, ?′ Dorval ?′ Zito ?′ |       | Jara ?′       | Santos | Santos |
|  |             |                                                               |       |               | Santos | Santos |
|  |             |                                                               |       |               | Santos | Santos |

### Grupp 2
| Lag              | S | V | O | F | GM | IM | MS | P |
| ---------------- | - | - | - | - | -- | -- | -- | - |
| Nacional         | 4 | 3 | 1 | 0 | 9  | 6  | +3 | 7 |
| Racing Club      | 4 | 1 | 1 | 2 | 7  | 8  | −1 | 3 |
| Sporting Cristal | 4 | 1 | 0 | 3 | 5  | 7  | −2 | 2 |

|  | 10 februari | Nacional                                 | 3 – 2 | Sporting Cristal |            |            |
|  |             | Méndez ?′ Bergara ?′ Héctor Rodríguez ?′ |       | Gallardo ?′, ?′  | Montevideo | Montevideo |
|  |             |                                          |       |                  | Montevideo | Montevideo |
|  |             |                                          |       |                  | Montevideo | Montevideo |

|  | 14 februari | Racing      | 2 – 1 | Sporting Cristal |            |            |
|  |             | Sosa ?′, ?′ |       | Del Castillo ?′  | Avellaneda | Avellaneda |
|  |             |             |       |                  | Avellaneda | Avellaneda |
|  |             |             |       |                  | Avellaneda | Avellaneda |

|  | 17 februari | Sporting Cristal | 0 – 1 | Nacional   |      |      |
|  |             |                  |       | Douksas ?′ | Lima | Lima |
|  |             |                  |       |            | Lima | Lima |
|  |             |                  |       |            | Lima | Lima |

|  | 20 februari | Sporting Cristal      | 2 – 1 | Racing   |      |      |
|  |             | Flores ?′ Gallardo ?′ |       | Belén ?′ | Lima | Lima |
|  |             |                       |       |          | Lima | Lima |
|  |             |                       |       |          | Lima | Lima |

|  | 24 februari | Nacional                         | 3 – 2 | Racing           |            |            |
|  |             | Bergara ?′ Rodríguez ?′ Pérez ?′ |       | Sosa ?′ Belén ?′ | Montevideo | Montevideo |
|  |             |                                  |       |                  | Montevideo | Montevideo |
|  |             |                                  |       |                  | Montevideo | Montevideo |

|  | 27 februari | Racing                   | 2 – 2 | Nacional              |            |            |
|  |             | Marchetta ?′ Cárdenas ?′ |       | Bergara ?′ Alvarez ?′ | Avellaneda | Avellaneda |
|  |             |                          |       |                       | Avellaneda | Avellaneda |
|  |             |                          |       |                       | Avellaneda | Avellaneda |

### Grupp 3
| Lag                  | S | V | O | F | GM | IM | MS | P |
| -------------------- | - | - | - | - | -- | -- | -- | - |
| Universidad Católica | 4 | 2 | 1 | 1 | 10 | 9  | +1 | 5 |
| Emelec               | 4 | 2 | 0 | 2 | 12 | 10 | +2 | 4 |
| Millonarios          | 4 | 1 | 1 | 2 | 7  | 10 | −3 | 3 |

|  | 7 februari | Emelec                              | 4 – 2 | Millonarios        |           |           |
|  |            | Raymondi ?′, ?′ Aquino ?′ Lecaro ?′ |       | Gamboa ?′ Gandó ?′ | Guayaquil | Guayaquil |
|  |            |                                     |       |                    | Guayaquil | Guayaquil |
|  |            |                                     |       |                    | Guayaquil | Guayaquil |

|  | 10 februari | Universidad Católica     | 3 – 0 | Emelec |          |          |
|  |             | Tobar ?′, ?′ Trigilli ?′ |       |        | Santiago | Santiago |
|  |             |                          |       |        | Santiago | Santiago |
|  |             |                          |       |        | Santiago | Santiago |

|  | 14 februari | Universidad Católica                  | 4 – 1 | Millonarios |          |          |
|  |             | Fouilloux ?′, ?′ Tobar ?′ Trigilli ?′ |       | Campillo ?′ | Santiago | Santiago |
|  |             |                                       |       |             | Santiago | Santiago |
|  |             |                                       |       |             | Santiago | Santiago |

|  | 18 februari | Millonarios | 1 – 1 | Universidad Católica |        |        |
|  |             | Arango ?′   |       | Fouilloux ?′         | Bogotá | Bogotá |
|  |             |             |       |                      | Bogotá | Bogotá |
|  |             |             |       |                      | Bogotá | Bogotá |

|  | 21 februari | Emelec                                   | 7 – 2 | Universidad Católica    |           |           |
|  |             | Raymondi ?′, ?′, ?′, ?′, ?′ Raffo ?′, ?′ |       | Fouilloux ?′ Ramírez ?′ | Guayaquil | Guayaquil |
|  |             |                                          |       |                         | Guayaquil | Guayaquil |
|  |             |                                          |       |                         | Guayaquil | Guayaquil |

|  | 28 februari | Millonarios                       | 3 – 1 | Emelec  |        |        |
|  |             | Pereira ?′ Debrassi ?′ Benítez ?′ |       | Gallego | Bogotá | Bogotá |
|  |             |                                   |       |         | Bogotá | Bogotá |
|  |             |                                   |       |         | Bogotá | Bogotá |

## Utslagsspel
Om ett lag vann en match var, eller om de spelade båda matcherna oavgjort, spelades ytterligare en playoff-match (som anges i parentes). Slutade den matchen lika gick det lag med bäst målskillnad vidare. Var det fortfarande lika drogs en lott om vilket lag som skulle få gå vidare.

### Slutspelsträd
|  | Semifinaler          | Semifinaler          | Semifinaler | Semifinaler | Semifinaler |   |        | Finaler | Finaler | Finaler | Finaler | Finaler |  |
|  |                      |                      |             |             |             |   |        |         |         |         |         |         |  |
|  |                      |                      |             |             |             |   |        |         |         |         |         |         |  |
|  | Universidad Católica | Universidad Católica | 1           | 0           | 1           |   |        |         |         |         |         |         |  |
|  | Universidad Católica | Universidad Católica | 1           | 0           | 1           |   |        |         |         |         |         |         |  |
|  | Santos               | Santos               | 1           | 1           | 2           |   |        |         |         |         |         |         |  |
|  | Santos               | Santos               | 1           | 1           | 2           |   | Santos | Santos  | 2       | 2       | (3) 4   |         |  |
|  |                      |                      |             |             |             |   | Santos | Santos  | 2       | 2       | (3) 4   |         |  |
|  |                      |                      | Peñarol     | Peñarol     | 1           | 3 | (0) 4  |         |         |         |         |         |  |
|  | Peñarol              | Peñarol              | Peñarol     | Peñarol     | 1           | 3 | (0) 4  | 1       | 3       | (1) 4   |         |         |  |
|  | Peñarol              | Peñarol              |             |             |             |   |        |         |         | (1) 4   |         |         |  |
|  | Nacional             | Nacional             | 2           | 1           | (1) 3       |   |        |         |         |         |         |         |  |
|  | Nacional             | Nacional             | 2           | 1           | (1) 3       |   |        |         |         |         |         |         |  |
|  |                      |                      |             |             |             |   |        |         |         |         |         |         |  |

## Semifinaler

### Grupp A
| Lag                  | S | V | O | F | GM | IM | MS | P |
| -------------------- | - | - | - | - | -- | -- | -- | - |
| Santos               | 2 | 1 | 1 | 0 | 2  | 1  | +1 | 3 |
| Universidad Católica | 2 | 0 | 1 | 1 | 1  | 2  | −1 | 1 |

|  | 8 juli | Universidad Católica | 1 – 1 | Santos  |                                        |                                        |
|  |        | Nawacki ?′           |       | Lima ?′ | Santiago Domare: Alberto Tejada (Peru) | Santiago Domare: Alberto Tejada (Peru) |
|  |        |                      |       |         | Santiago Domare: Alberto Tejada (Peru) | Santiago Domare: Alberto Tejada (Peru) |
|  |        |                      |       |         | Santiago Domare: Alberto Tejada (Peru) | Santiago Domare: Alberto Tejada (Peru) |

|  | 12 juli | Santos  | 1 – 0 | Universidad Católica |                                      |                                      |
|  |         | Zito ?′ |       |                      | Santos Domare: Alberto Tejada (Peru) | Santos Domare: Alberto Tejada (Peru) |
|  |         |         |       |                      | Santos Domare: Alberto Tejada (Peru) | Santos Domare: Alberto Tejada (Peru) |
|  |         |         |       |                      | Santos Domare: Alberto Tejada (Peru) | Santos Domare: Alberto Tejada (Peru) |

### Grupp B
| Lag      | S | V | O | F | GM | IM | MS | P |
| -------- | - | - | - | - | -- | -- | -- | - |
| Peñarol  | 2 | 1 | 0 | 1 | 4  | 3  | +1 | 2 |
| Nacional | 2 | 1 | 0 | 1 | 3  | 4  | −1 | 2 |

|  | 8 juli | Nacional                  | 2 – 1 | Peñarol    |                                             |                                             |
|  |        | González 10′ Escalada 55′ |       | Moacyr 32′ | Montevideo Domare: Rubén Cabrera (Paraguay) | Montevideo Domare: Rubén Cabrera (Paraguay) |
|  |        |                           |       |            | Montevideo Domare: Rubén Cabrera (Paraguay) | Montevideo Domare: Rubén Cabrera (Paraguay) |
|  |        |                           |       |            | Montevideo Domare: Rubén Cabrera (Paraguay) | Montevideo Domare: Rubén Cabrera (Paraguay) |

|  | 18 juli | Peñarol                      | 3 – 1 | Nacional    |                                             |                                             |
|  |         | Spencer 72′, 79′ Cabrera 20′ |       | Douksas 68′ | Montevideo Domare: Rubén Cabrera (Paraguay) | Montevideo Domare: Rubén Cabrera (Paraguay) |
|  |         |                              |       |             | Montevideo Domare: Rubén Cabrera (Paraguay) | Montevideo Domare: Rubén Cabrera (Paraguay) |
|  |         |                              |       |             | Montevideo Domare: Rubén Cabrera (Paraguay) | Montevideo Domare: Rubén Cabrera (Paraguay) |

Playoff
|  | 22 juli | Peñarol     | 1 – 1 | Nacional   |                                          |                                          |
|  |         | Spencer 69′ |       | Acosta 62′ | Montevideo Domare: Alberto Tejada (Peru) | Montevideo Domare: Alberto Tejada (Peru) |
|  |         |             |       |            | Montevideo Domare: Alberto Tejada (Peru) | Montevideo Domare: Alberto Tejada (Peru) |
|  |         |             |       |            | Montevideo Domare: Alberto Tejada (Peru) | Montevideo Domare: Alberto Tejada (Peru) |

## Finaler
| Lag     | S | V | O | F | GM | IM | MS | P |
| ------- | - | - | - | - | -- | -- | -- | - |
| Santos  | 2 | 1 | 0 | 1 | 4  | 4  | 0  | 2 |
| Peñarol | 2 | 1 | 0 | 1 | 4  | 4  | 0  | 2 |

|  | 28 augusti | Peñarol     | 1 – 2 | Santos            | Estadio Centenario                                      |                                                         |
|  |            | Spencer 18′ |       | Coutinho 29′, 70′ | Montevideo Publik: 48 105 Domare: Carlos Robles (Chile) | Montevideo Publik: 48 105 Domare: Carlos Robles (Chile) |
|  |            |             |       |                   | Montevideo Publik: 48 105 Domare: Carlos Robles (Chile) | Montevideo Publik: 48 105 Domare: Carlos Robles (Chile) |
|  |            |             |       |                   | Montevideo Publik: 48 105 Domare: Carlos Robles (Chile) | Montevideo Publik: 48 105 Domare: Carlos Robles (Chile) |

|  | 2 augusti | Santos                   | 2 – 3 | Peñarol                    | Estádio Vila Belmiro                                |                                                     |
|  |           | Dorval 17′ Mengálvio 35′ |       | Spencer 14′, 49′ Sasía 51′ | Santos Publik: 18 000 Domare: Carlos Robles (Chile) | Santos Publik: 18 000 Domare: Carlos Robles (Chile) |
|  |           |                          |       |                            | Santos Publik: 18 000 Domare: Carlos Robles (Chile) | Santos Publik: 18 000 Domare: Carlos Robles (Chile) |
|  |           |                          |       |                            | Santos Publik: 18 000 Domare: Carlos Robles (Chile) | Santos Publik: 18 000 Domare: Carlos Robles (Chile) |

Playoff
|  | 30 september | Santos                           | 3 – 0 | Peñarol | El Monumental                                                |                                                              |
|  |              | Caetano 11′ (sjm.) Pelé 48′, 89′ |       |         | Buenos Aires Publik: 60 000 Domare: Leo Horn (Nederländerna) | Buenos Aires Publik: 60 000 Domare: Leo Horn (Nederländerna) |
|  |              |                                  |       |         | Buenos Aires Publik: 60 000 Domare: Leo Horn (Nederländerna) | Buenos Aires Publik: 60 000 Domare: Leo Horn (Nederländerna) |
|  |              |                                  |       |         | Buenos Aires Publik: 60 000 Domare: Leo Horn (Nederländerna) | Buenos Aires Publik: 60 000 Domare: Leo Horn (Nederländerna) |